# Prosopocoilus dentifer
Prosopocoilus dentifer là một loài bọ cánh cứng trong họ Lucanidae. Loài này được Deyrolle mô tả khoa học năm 1865.